# Élections législatives vincentaises de 1979
Les élections législatives vincentaises de 1979 ont lieu le 5 décembre 1979. Ce sont les premières élections à Saint-Vincent-et-les-Grenadines depuis l'indépendance obtenue la même année. Malgré un important recul en termes de part des voix, le Parti travailliste de Saint-Vincent (SVLP) accroit sa majorité absolue avec onze sièges sur les treize choisis au suffrage direct à la Chambre d'assemblée vincentaise. Milton Cato est reconduit au poste de chef du gouvernement, dont l'intitulé de « Premier » devient avec l'indépendance celui de « Premier ministre ».

## Contexte
Le scrutin est le premier organisé depuis l'indépendance du pays le 27 octobre de la même année, dix ans jour pour jour après l'obtention de son statut d'État associé autonome de la part du Royaume Uni. La structure de l'assemblée et son mode de scrutin restent néanmoins inchangés. Deux nouveaux partis, le Mouvement populaire uni (MPU) et le Nouveau Parti démocratique (NPD) font leur apparition, ce dernier remplaçant à partir de ces élections le Parti populaire démocratique (PPD) en tant que parti dominant du bipartisme de cet État insulaire.

## Système politique et électoral
Saint-Vincent-et-les-Grenadines est un royaume du Commonwealth, un État indépendant dans les Caraïbes ayant conservé la reine Élisabeth II comme chef symbolique et cérémoniel de l'État. Cette dernière est représentée par un gouverneur général choisi par le gouvernement vincentais. C'est une monarchie parlementaire et une démocratie multipartite.
Son parlement monocaméral, l'assemblée, est composée de 19 à 21 membres élus pour cinq ans, dont 13 représentants au scrutin uninominal majoritaire à un tour dans autant de circonscriptions. Six autres membres, dits sénateurs, sont nommés par le gouverneur général, dont quatre sur proposition de la majorité au pouvoir et les deux autres sur celle de l'opposition. De même, le président de l'assemblée et le procureur général sont membres de droit s'ils ne sont pas déjà issus des rangs de l'assemblée. Le Premier ministre et ses ministres sont issus de la Chambre d'assemblée, qui contrôle l'exécutif.
Le vote n'est pas obligatoire.

## Résultats
|                           |                                            |        |       |       |        |               |  |  |  |
| Parti                     | Parti                                      | Voix   | %     | +/-   | Sièges | +/-           |  |  |  |
|                           | Parti travailliste de Saint-Vincent (PTSV) | 17 876 | 54,24 | 14,80 | 11     | 1             |  |  |  |
|                           | Nouveau Parti démocratique (NPD)           | 9 022  | 27,38 | Nv    | 2      | en stagnation |  |  |  |
|                           | Mouvement populaire uni (MPU)              | 4 467  | 13,55 | Nv    | 0      | en stagnation |  |  |  |
|                           | Parti politique populaire (PPP)            | 1 492  | 4,53  | 8,89  | 0      | 2             |  |  |  |
|                           | Indépendants (Ind)                         | 98     | 0,30  | 0,30  | 0      | en stagnation |  |  |  |
|                           |                                            |        |       |       |        |               |  |  |  |
| Votes valides             | Votes valides                              | 32 955 | 99,03 |       |        |               |  |  |  |
| Votes blancs et invalides | Votes blancs et invalides                  | 321    | 0,97  |       |        |               |  |  |  |
| Total                     | Total                                      | 33 276 | 100   | –     | 13     | en stagnation |  |  |  |
| Abstentions               | Abstentions                                | 18 797 | 36,10 |       |        |               |  |  |  |
| Inscrits / participation  | Inscrits / participation                   | 52 073 | 63,90 |       |        |               |  |  |  |

| Majorité absolue |     |
| ↓                |     |
| 11               | 2   |
| PTSV             | NPD |

## Résultats par circonscription[1]
- PTSV : Parti travailliste de Saint Vincent (Saint Vincent Labour Party), nombre de candidats présentés : 13, chef : Milton Cato
- NPD : Nouveau Parti démocratique (New Democratic Party), nombre de candidats présentés : 13, chef : James Fitz-Allen Mitchell
- MPU : Mouvement populaire uni (United People's Movemnet), nombre de candidats présentés : 12, chef : Ralph Gonsalves
- PPP : Parti politique populaire (People's Political Party), nombre de candidats présentés : 11, chef : Ebenezer Joshua
- IND : Indépendants, nombre de candidats présentés : 1

Nombre total de candidat : 50
| Circonscription        | Parti | Parti  | Parti | Parti | Parti | Suffrages | Suffrages | Suffrages | Inscrits | Partici- pation |
| Circonscription        | NPD   | PTSV   | PPP   | MPU   | IND   | Valides   | Invalides | Total     | Inscrits | Partici- pation |
| ---------------------- | ----- | ------ | ----- | ----- | ----- | --------- | --------- | --------- | -------- | --------------- |
| North Windward         | 566   | 718    | 362   | 268   | 98    | 2 012     | 8         | 2 020     | 2 943    | 68,64 %         |
| North Central Windward | 633   | 1 725  | 115   | 582   | -     | 3 055     | 19        | 3 074     | 4 582    | 67,09 %         |
| South Central Windward | 658   | 1 006  | 226   | 383   | -     | 2 273     | 10        | 2 283     | 3 569    | 63,97 %         |
| South Windward         | 611   | 1 391  | -     | 305   | -     | 2 307     | 32        | 2 339     | 3 475    | 67,31 %         |
| Marriaqua              | 229   | 1 807  | 12    | 135   | -     | 2 183     | 18        | 2 201     | 3 527    | 62,40 %         |
| East St. George        | 416   | 1 962  | 15    | 237   | -     | 2 630     | 22        | 2 652     | 4 350    | 60,97 %         |
| West St. George        | 322   | 1 608  | 510   | 419   | -     | 2 859     | 26        | 2 885     | 4 815    | 59,92 %         |
| East Kingstown         | 478   | 1 369  | 81    | 468   | -     | 2 396     | 34        | 2 430     | 4 425    | 54,92 %         |
| West Kingstown         | 514   | 1 586  | -     | 379   | -     | 2 479     | 24        | 2 503     | 4 404    | 56,83 %         |
| South Leeward          | 989   | 1 678  | 28    | 491   | -     | 3 186     | 63        | 3 249     | 4 740    | 68,54 %         |
| Central Leeward        | 291   | 1 360  | 22    | 553   | -     | 2 226     | 17        | 2 243     | 3 160    | 70,98 %         |
| North Leeward          | 1 448 | 1 384  | 15    | 247   | -     | 3 094     | 16        | 3 310     | 4 253    | 73,12 %         |
| Grenadines             | 1 867 | 282    | 106   | -     | -     | 2 255     | 32        | 2 287     | 3 830    | 59,71 %         |
| Total                  | 9 022 | 17 876 | 1 492 | 4 467 | 98    | 32 955    | 321       | 33 276    | 52 073   | 63,90 %         |

## Représentants élus
| Circonscription        | Représentant sortant      | Parti | Parti | Représentant élu        | Parti | Parti |
| ---------------------- | ------------------------- | ----- | ----- | ----------------------- | ----- | ----- |
| North Windward         | Ivy Inez Joshua           |       | PPP   | P.R. Ballantyne         |       | PTSV  |
| North Central Windward | Vincent Ian Beache        |       | PTSV  | Vincent Ian Beache      |       | PTSV  |
| South Central Windward | Ebenezer Joshua           |       | PPP   | Offord D. Morris        |       | PTSV  |
| South Windward         | Charles St Clair Dacon    |       | PTSV  | Charles St Clair Dacon  |       | PTSV  |
| Marriaqua              | Levi Calvert Latham       |       | PTSV  | K.A. Browne             |       | PTSV  |
| East St. George        | Milton Cato               |       | PTSV  | Milton Cato             |       | PTSV  |
| West St. George        | Arthur Francis Williams   |       | PTSV  | Arthur Francis Williams |       | PTSV  |
| East Kingstown         | Randolph Bertie Russell   |       | PTSV  | Randolph Bertie Russell |       | PTSV  |
| West Kingstown         | Hudson Kemuel Tannis      |       | PPP   | Hudson Kemuel Tannis    |       | PTSV  |
| South Leeward          | Grafton Cephas Isaacs     |       | PTSV  | Grafton Cephas Isaacs   |       | PTSV  |
| Central Leeward        | Arthur Theophilus Woods   |       | PTSV  | Arthur Theophilus Woods |       | PTSV  |
| North Leeward          | John Gilbert Thompson     |       | PTSV  | Calder B. Williams      |       | NPD   |
| Grenadines             | James Fitz-Allen Mitchell |       | JUNTA | Cosmos E. Cozier        |       | NPD   |